# Niewidzialne małżeństwo
Niewidzialne małżeństwo (ang. Topper) – amerykańska komedia romantyczna z 1937 roku, w reżyserii Normana Z. McLeoda z Constance Bennett i Cary Grantem w rolach głównych. Adaptacja powieści Thornea Smitha Topper wydanej w 1926 roku. Pierwszy czarno-biały film pokolorowany cyfrowo i ponownie wydany w 1985 roku przez wytwórnię Hal Roach Studios.

## Fabuła
George (Cary Grant) i Marion (Constance Bennett) Kerby są właścicielami banku, prowadzącymi bogate i beztroskie życie. W wyniku wypadku oboje tracą życie, ale pozostają na ziemi jako duchy. Przekonani, że mają jakąś niezałatwioną sprawę na ziemi, próbują pomóc swojemu przyjacielowi Cosmo Topperowi (Roland Young), który jest prezesem banku. Cosmo wiedzie nudne życie, przywiązany do nudnej pracy w banku. Jego żona Clara (Billie Burke) dba tylko o swoje wygody. Dla kaprysu Cosmo kupuje sportowy samochód George’a. Wkrótce spotyka duchy swoich martwych przyjaciół, które próbują ożywić jego nudne życie.
Niewidzialne małżeństwo pierwotnie nakręcony jako czarno-biały film, był pierwszym filmem, który został w pełni pokolorowany cyfrowo. Kolorowana wersja, stworzona została do produkcji telewizyjnej i wideo w 1985 roku przez Hal Roach Studios Film Classics i Colorization Inc.

## Obsada
- Constance Bennett jako Marion Kerby
- Cary Grant jako George Kerby
- Roland Young jako Cosmo Topper
- Billie Burke jako pani Clara Topper
- Alan Mowbray jako Wilkins
- Eugene Pallette jako Casey
- Arthur Lake jako windziarz
- Hedda Hopper jako pani Grace Stuyvesant
- Virginia Sale jako panna Johnson
- Elaine Shepard jako sekretarka
- Ward Bond jako Eddie, taksówkarz uderzony przez Toppera
- Theodore von Eltz	jako kierownik hotelu
- Ernie Alexander jako reporter
- Clem Bevans jako członek zarządu
- Dorothy Christy jako pielęgniarka
- Kenneth Harlanjako kierownik hotelu